# Kelkáposzta
A kelkáposzta (Brassica oleracea convar. capitata var. sabauda) a vadkáposzta (Brassica oleracea) egy termesztett változata.
Igen közel áll a fejes káposztához, ám annak sima leveleivel szemben a kelkáposzta levelei fodrosak, hólyagosak. A hideget jobban viseli a fejes káposztánál, ezért átteleltethető; a szárazságot is jobban tűri. Ellenben nem savanyítható, és rosszabbul is tárolható a fejes káposztánál.
Lazán simuló levelei megnyúlt fejet formálnak. Gyökerei sekélyek, ezért jó víz- és tápanyag-ellátást kíván, bár a fejes káposztánál igénytelenebb. Kevesebb ételbe jó, mint a fejes káposzta, és nem is savanyítható, de fontos tápanyagokat tartalmaz: sok benne a fehérje, és az ásványi anyag, miközben C-, B1- és B2-vitamin-tartalma megközelíti a fejes káposztáét. Egész évben jól tárolható.